# 속눈썹 연장

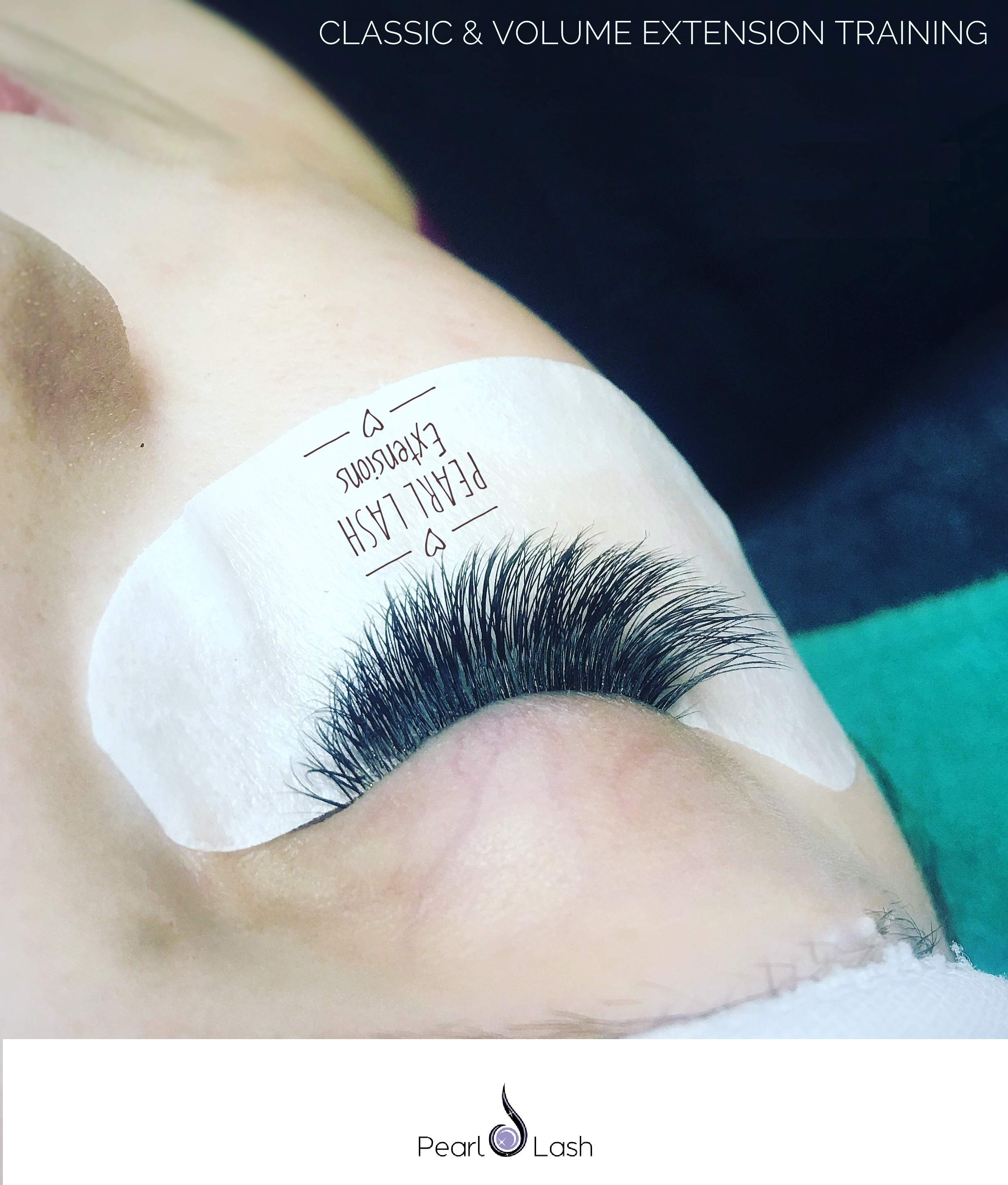

속눈썹 연장은 속눈썹의 길이를 늘이거나 두께를 키워 속눈썹을 보다 풍성하게 하는 기술이다.
속눈썹 연장은 합성 또는 천연 모발 섬유를 자연 속눈썹에 부착하여 보다 풍성하고 드라마틱한 모습을 연출하는 미용 향상이다. 특수 접착제를 사용하여 전문가가 적용하며 적절한 관리를 통해 몇 주 동안 지속될 수 있다. 속눈썹 연장은 다양한 길이, 두께 및 곡률로 제공되며 합성 또는 천연 재료로 만들 수 있다. 그들은 눈의 모양을 향상시키는 반영구적인 방법을 제공하며 전통적인 마스카라와 인조 속눈썹의 편리한 대안이 될 수 있다.